# Зеновка (село)
Зеновка — село в Мещовском районе Калужской области России. Входит в состав городского поселения «Город Мещовск».

## География
Расположена в 12 км от Мещовска. Через село протекает речка Переходня, на ней устроен пруд.

## Население
| 2002 | 2010 |
| ---- | ---- |
| 13   | ↘8   |

## История
Ранее входило в состав Мещовского уезда.
Во второй половине XVIII века в селе была построена усадьба судьи города Серпейск П. С. Степанова. Его вдова объединила имение с соседним селом и усадьбой Шалово (Троицкое), выкупив его у помещика А. И. Глебова. В Зеновке жил их сын писатель и чиновник А. П. Степанов. В середине XIX века хозяином Зеновки был его сын художник Н. А. Степанов, до революции 1917 — его наследники.
В конце XIX — начале XX веков усадьба подверглась перепланировке и перестройке. В начале XX был построен новый главный дом в два этажа из бетонных блоков. Другие усадебные постройки были уничтожены во время Великой Отечественной войны. При усадьбе имелся парк из смешанных пород деревьев, планировка которого сочетала регулярные и пейзажные приёмы. В речку Переходню впадал каскад прудов. По состоянию на начало XXI века парк сохранился фрагментарно, каскад прудов пересох.
В соседнем Шалово сохранилась построенная в 1806 году церковь Троицы Живоначальной. Храм восстановлен, при нём учреждён мужской монастырь. Возле церкви сохранилось надгробие А. П. Степанова.